# Boruta Zgierz (piłka nożna)
Miejski Klub Piłkarski Boruta Zgierz – polski klub piłkarski założony w 1933 roku. W sezonie 2025/2026 występuje w IV lidze, gr. łódzkiej.

## Informacje ogólne
- Pełna nazwa: Miejski Klub Piłkarski Boruta Zgierz
- Rok założenia: 1933
- Adres: ul. Wschodnia 2; 95-100 Zgierz
- Barwy: czarno-białe

## Stadion
Boruta swoje mecze rozgrywa przy ul. Wschodniej 2 w Zgierzu na Stadionie Miejskim, którego pojemność wynosi 2 tys. miejsc (w tym 1.5 tys. miejsc to miejsca siedzące). Obiekt ten wchodzi w skład kompleksu MOSiR-u, w którego skład wchodzi także hala sportowa.

## Historia klubu
Klub powstał w 1933 roku jako KS Boruta Zgierz, a wraz z nim powstała sekcja piłki nożnej. Jej największym osiągnięciem, do dziś, jest zajęcie 4. miejsca w rozgrywkach II ligi (dziś I) w sezonie 1991/1992. Zgierzanie byli wówczas bardzo bliscy awansu do ekstraklasy (do miejsca premiowanego stracili zaledwie 1 punkt), jednak swoją szansę zaprzepaścili w ostatniej kolejce.
W 1995 roku, gdy ze sponsorowania wycofały się Zakłady Przemysłu Barwników Boruta, klub popadł w poważne problemy finansowe, a sekcja piłkarska zmieniła nazwę na Miejski Klub Piłkarski Zgierz (właścicielem stało się miasto). W 2009 zgierzanie powrócili do historycznej nazwy i występują teraz jako MKP Boruta.

## Sukcesy

### Liga
- 4. miejsce w II lidze w sezonie 1991/1992
- 16. miejsce w II lidze w sezonie 1988/1989
- 15. miejsce w II lidze w sezonie 1992/1993
- 15 sezonów w III lidze[3]

### Puchar Polski
- 1/16 Pucharu Polski w sezonach 1993/1994 i 2015/2016
- Zdobywca Pucharu Polski ŁOZPN: 1982/1983, 1984/1985, 1985/1986, 1986/1987, 1987/1988, 2014/2015

## Zawodnicy
Najsłynniejszym wychowankiem klubu jest Tomasz Kłos, który należy do grona Klub Wybitnego Reprezentanta. Oprócz niego w klubie grali znani z występów w ekstraklasowym ŁKS Łódź Jacek Płuciennik oraz Grzegorz Krysiak, a także aktor Maciej Kozłowski.

### Kadra
Stan na 6 marca 2014
- Bramkarze: Paweł Czekaj, Krystian Ilnicki, Maciej Kaźmierski, Artur Świstek.
- Obrońcy Tomasz Antczak, Amadeusz Brzosko, Dominik Kowalski, Szymon Miśkiewicz, Karol Ostrużka, Patryk Retkowski, Przemysław Snita, Mateusz Wiktorowski, Mateusz Wujcik, Karol Zieliński.
- Pomocnicy Krzysztof Baszczyński, Arkadiusz Błaszczyk, Wojciech Banaszczyk, Michał Kociński, Łukasz Krasuski, Mateusz Kurak, Rafał Niewiadomski, Igor Olesiński, Kamil Paluch, Adrian Pawlikowski, Damian Rynkiewicz, Michał Tabaczyński, Paweł Plewka.
- Napastnicy Kamil Gil, Marcin Gil, Kacper Jóźwiak, Patryk Pietrasiak (wypożyczenie do Sokoła Aleksandrowa Łódzkiego), Konrad Trzęsiara[5].

Stan na 16 lutego 2025
- Juniorzy grupa 3 Jan Idczak Adrian Urbaniak i inni z rocznika 2014/2015